# 有限責任会社
有限責任会社（ゆうげんせきにんがいしゃ、英: limited company）とは、イギリス（及びイギリス法を継受した国等）の会社法における会社組織の分類のひとつ。また、イギリス以外の国において、出資者（構成員）が有限責任を負う特定の会社形態について「有限責任会社」（または「有限会社」）の日本語訳が当てられているものもある。

## イギリス
イギリスの2006年会社法によると、会社の種類は、構成員の責任の範囲に応じて、有限責任会社（英: limited company）と無限責任会社（英: unlimited company）に分けられる（イギリス会社法3条）。
有限責任会社には、責任限定の方式に応じ、構成員が保有する株式によって限定される株式有限責任会社（英: company limited by shares）と、解散（清算）の際に会社の資産に拠出することを引き受けた金額によって限定される保証有限責任会社（英: company limited by guarantee）がある。
イギリスの会社の分類として、私会社（非公開会社、英: private company）と公開会社（英: public company）があるが、公開会社は必ず有限責任会社である（会社法4条2項）。

### イギリス法を継受した国の法制
オーストラリアの会社法においても、イギリスとほぼ同様の分類となっているが、有限責任会社（英: limited company）には、株式有限責任会社（英: company limited by shares）と保証有限責任会社（英: company limited by guarantee）の他、株式保証有限責任会社（英: company limited both by shares and guarantee）という形態も存在する（オーストラリア会社法9条）。
シンガポールの会社法でも、オーストラリアと同じく、有限責任会社（英: limited company）には、株式有限責任会社（英: company limited by shares）、保証有限責任会社（英: company limited by guarantee）、株式保証有限責任会社（英: company limited both by shares and guarantee）がある（シンガポール会社法3条）。

## その他の国における制度
アメリカ合衆国の会社法制では、リミティッド・ライアビリティ・カンパニー（limited liability company）が有限責任会社と訳される。
その他の国における企業形態のうち「有限責任会社」（又は「有限会社」）の日本語訳が当てられているものがあり、主に英語で「limited liability company」と訳されるものが該当する。
- 台湾における有限会社（有限公司）。
- 中華人民共和国会社法における有限責任会社（有限責任公司）。
- ベトナムにおける有限責任会社（công ty trách nhiệm hữu hạn）。
- ロシアにおける有限責任会社（Общество с ограниченной ответственностью）。
- 日本の合同会社は、LLCをモデルとして導入された会社形態である。

## Unicodeの符号位置
| 記号 | Unicode | JIS X 0213 | 文字参照          | 名称                   |
| ---- | ------- | ---------- | ----------------- | ---------------------- |
| ㋏   | U+32CF  | -          | &#x32CF; &#13007; | LIMITED LIABILITY SIGN |